# Китайська генеральна ядерна енергетична група
China General Nuclear Power Group (CGN) (кит.: 中国广核集团, укр. Китайська загальна ядерно-енергетична група) — колишня Китайська ядерна енергетична група Гуандун (кит.: 中国广东核电集团), є китайською державною енергетичною корпорацією під керівництвом SASAC Державної ради.
У Китаї CGN управляє атомними електростанціями на АЕС Дая-Бей, АЕС Лін Ао, АЕС Хун'яньхе та АЕС Нінде, будується п'ять нових атомних електростанцій і ще дві плануються. CGN працює у сфері енергії вітру та сонця, а також гідроелектрики. Станом на  2014 CGN управляє електростанціями наступної потужності: атомна 8,3 ГВт, вітрова 4,7 ГВт, гідро 4,0 ГВт і сонячна 600 МВт.
CGN потрапила під санкції Сполучених Штатів за спробу придбати передові ядерні технології США для використання у військових цілях у Китаї. У листопаді 2020 року Дональд Трамп видав указ, який забороняє будь-яким американським компаніям або особам володіти акціями компаній, які Міністерство оборони Сполучених Штатів зазначило як такі, що мають зв'язки з Народно-визвольною армією, до якої входила CGN. Пропозиції CGN щодо експлуатації двох атомних станцій у Великобританії отримали критику з боку депутатів як потенційну загрозу національній безпеці.